# 周焕章
周焕章（1897年—1973年），字子文，男，湖北黄陂人，中国化工专家，曾任武汉工学院院长，中国民主建国会中央委员会委员，第三、四届全国政协委员。